# Quer durch Neuwied
Das Motorradrennen Quer durch Neuwied wurde erstmals am 8. September 1946 durchgeführt. Es war eine der ersten Motorsportveranstaltungen nach dem Zweiten Weltkrieg in Deutschland. Der damals 21-jährige Günther Wels erhielt von der französischen Militärregierung die Genehmigung für das Straßenrennen.

## Rennen mit bekannten Fahrern
Am Start waren alle bekannten deutschen Rennfahrer, wie Hermann Gablenz aus Karlsruhe, der Altmeister H. P. Müller, Kurt Nitschky, Karl Bodmer, Gert von Woedtke, Roland Schnell, J. Kraus, Thomas Seppenhauser und Josef Faistenhammer. Bereits zum Training kamen rund 20.000 Besucher. Am Renntag waren über 70.000 Zuschauer an der 5,2 km langen Rennstrecke in der Neuwieder Innenstadt. Es wurden Rennen in verschiedenen Klassen von 125 cm³ bis zu Seitenwagengespannen mit 1200 cm³ gefahren. Auch viele einheimische Fahrer waren am Start. 1949 waren es 15 Neuwieder Fahrer, davon vier Ausweisfahrer in der Gespannklasse.
Gefahren wurde in den Klassen bis 125 cm³, bis 250 cm³, bis 500 cm³ und die Gespannklassen bis 1200 cm³. Je nach Klasse gingen die Rennen über fünf bis zwölf Runden. Am Start waren Maschinen von BMW, Norton, Zündapp, DKW, Saroléa, Velocette, Moto Guzzi, Rudge und auch verschiedenen Eigenbauten.
Wegen des großen Interesses an diesem Rennen wurde am 10. Oktober 1946 in Neuwied der Motorsportverband Rheinland-Hessen-Nassau (MSV) gegründet. Dessen Vorsitzender Emil Scholten und der Ehrenpräsident, der Neuwieder Bürgermeister Wilhelm Schweitzer, waren in den folgenden Jahren für die Austragung der Rennen verantwortlich. Auf ihr Betreiben hin wurden 1947 die ersten Eifel-Pokal-Rennen auf dem Nürburgring gefahren und 1949 der erste Große Preis vom Nürburgring gestartet. Ab 1947 war das jetzt auf den April verlegte Rennen in Neuwied das Eröffnungsrennen der deutschen Motorsportsaison. Der Verlauf der Rennstrecke wurde jedes Jahr geändert.
1950 wurde das Rennen Quer durch Neuwied zum letzten Mal ausgetragen. Gründe dafür waren der zunehmende Verkehr und das Verbot von Rennveranstaltungen in geschlossenen Ortschaften.
Im Rahmen des Neuwieder Deichstadtfestes werden zur Erinnerung an die Rennen Zuverlässigkeitsfahrten für Oldtimer durchgeführt, die auch Quer durch Neuwied fahren.

## Gedenkveranstaltung
Anlässlich des 70. Jahrestags der ersten Rennveranstaltung 1946 wurden am 4. September 2016 in Neuwied Motorräder gezeigt, die damals an den Rennen teilgenommen haben. Es fand auch eine Fahrt auf der alten Route durch Neuwied statt.

## Einzelnachweis
1. ↑  NR-Kurier. Motorrad-Corso quer durch Neuwied. Abgerufen am 19. Juni 2022.